# Altea (mitologia)

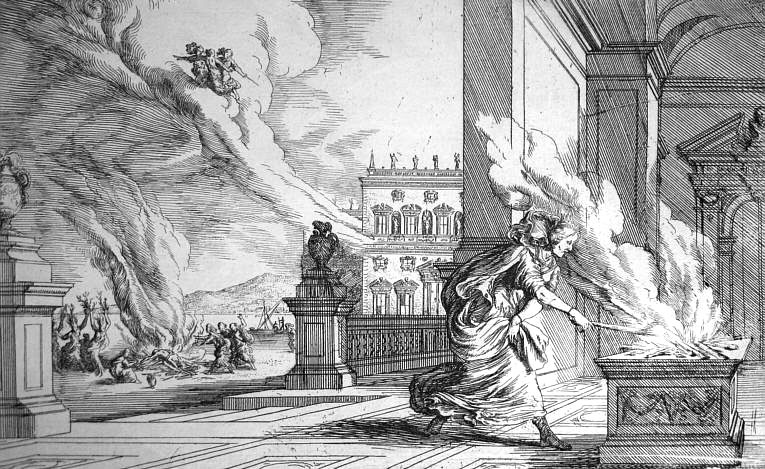
Altea cremant el tió

D'acord amb la mitologia grega, Altea (en grec antic Άλθαία) va ser una heroïna, filla de Testi, heroi etoli.
Es va casar amb Eneu, rei de Calidó, i va ser mare de Melèagre i de Deianira. Quan Melèagre va fer set dies, les Moires, que són les fades del destí, se li van aparèixer i li van dir que el seu fill viuria tant de temps com trigués a consumir-se un tió que acabaven de posar al foc. Altea el va treure tot seguit, el va ruixar amb aigua i el va amagar dins un cofre en un lloc secret. Algunes tradicions diuen que aquest tió màgic era una branca d'oliver que Altea havia parit juntament amb el seu fill.
Però al cap d'uns anys, es va saber que Melèagre durant la cacera del senglar de Calidó, havia mort en una discussió els seus oncles Plexip i Toxeu, germans d'Altea. Aquesta, enutjada pel fet, va cercar a venjar-los. Llavors recordà que tenia amagat el tió, el va cercar i tornar a encendre. Quan es cremà del tot, efectivament, Melèagre va morir; però Altea no va poder suportar el remordiment i es va penjar.
Algunes tradicions diuen que el pare dels dos fills d'Altea no era Eneu, sinó dues divinitats. Melèagre hauria estat fill d'Ares, i Deianira de Dionís. Dionís s'hauria enamorat d'Altea i Eneu, en saber-ho, li va cedir la dona. En agraïment, el déu li hauria donat un cep i li hauria ensenyat l'art de cultivar la vinya i a fer vi.